# Alexandra Thein
Alexandra Thein, née le 5 octobre 1963 à Bochum, est une femme politique allemande.
Membre du Parti libéral-démocrate, elle est députée européenne de 2009 à 2014. 